# Asociación de Scouts de Nicaragua
La Asociación de Scouts de Nicaragua (ASN) tiene como referente inmediato a la Federación Nacional de Boy Scouts de Nicaragua fundada el 15 de agosto de 1942. La federación se convirtió en un miembro de la Conferencia Interamericana el 22 de febrero de 1946. En la década de 1950, la federación cambió su nombre a Asociación de Scouts de Nicaragua y fue reconocida por la Organización Mundial del Movimiento Scout el 15 de agosto de 1957.
Obtuvo protección legal por medio de la Ley de Protección a la Asociación de Scouts de Nicaragua, Ley N.º 768, aprobada el 15 de marzo de 1979 y publicada en La Gaceta N.º 116 del 26 de mayo de 1979, durante el Gobierno de Anastasio Somoza Debayle.
En 2017 contaba con una membrecía nacional de 1,711 miembros activos, siendo 270 adultos voluntarios.

## Historia
En mayo de 1917 se organizó la tropa "Moravian Uno" el primer Grupo Scout, integrado por unos 20 adolescentes de la ciudad de Bluefields, Costa Caribe, bajo la guía espiritual de Joseph A. Harrison (1883-1964), pastor de la iglesia morava y la dirección de Aubrey Campbell Ingram (1903-2000), un joven estibador que había organizado una primera patrulla no oficial.
En 1929, Vital Miranda Whitford con apoyo del sacerdote jesuita de apellido Almanza y el teniente G.N. Francisco Gaitán, fundó la tropa "San Jorge" el segundo Grupo Scout, en el Colegio Centroamérica de Granada, en la región del Pacífico de Nicaragua, así el escultismo comenzó a propagarse por todo el país.
El sacerdote jesuita Felipe Pardinas elaboró "el Primer Manual Scout" en Nicaragua, traducido de las publicaciones de los Boy Scouts of American. Fue impreso en 1935, en los Talleres Pérez de Managua.
Felipe A. Martínez fue el primer Presidente de la Federación Nacional de Boy Scouts de Nicaragua, nombrado en 1942.
En 1945 Gilberto A. Blanco fue nombrado como el "Primer Jefe Scouts" de Nicaragua.
Nicaragua organizó el Primer Camporee Scout Centroamericano, realizado del 27 de noviembre al 2 de diciembre de 1952 en la península de Chiltepe, Managua.

## Campo Escuela
Para la formación, recreación y práctica del escultismo de todos sus miembros, tiene el Campo Escuela Fortaleza El Coyotepe, ubicado en el histórico cerro Coyotepe (360 m s. n. m.) del municipio de Masaya, a sólo 27 kilómetros de la Capital, con acceso por carretera asfaltada.
Con el Centro Nacional de Desarrollo Juvenil "El Coyotepe", en un área de 46 hectáreas, la ASN proyecta atender anualmente a 18 mil jóvenes, las actividades principales serán rescatar, difundir información histórica, geográfica y productiva (manejo de áreas experimentales de cultivos) para el aumento de conocimientos y habilidades a través de capacitación y extensión a los principales autores que laboran con niños, adolescentes y jóvenes.

## Actividades
Todos sus miembros, sean niños, adolescentes, jóvenes o adultos, se caracterizan por su apego a valores de respeto y amor hacia los demás, juntos comparten actividades deportivas y de recreación, pero también realizan obras sociales.
El "Grupo Scout 08", San Francisco Javier, de la Universidad Centroamericana (UCA) hace énfasis en el servicio social, el cual extienden a comunidades rurales donde comparten conocimientos y experiencias con los beneficiarios.
El "Grupo Scout 77" de la colonia El Periodista mes a mes realiza piñatas o entrega juguetes a los niños con cáncer que son atendidos en el Hospital Infantil "Manuel De Jesus Rivera La Mascota" de Managua; mientras que, el "Grupo Scout 24" del reparto Schick ejecuta actividades para ayudar a los niños de primaria de una escuela pública en El Crucero.

## Programa e ideales
La ASN tiene cuatro secciones:
- Lobatos
- Exploradores
- Caminantes
- Rovers

El lema Scout es  Siempre listos,  Siempre preparado.
El emblema Scout incorpora elementos del Escudo nacional de Nicaragua.

## Personalidades nacionales
Entre las personalidades nicaragüenses que han sido scouts destacan:
- Gustavo Wilson Bateman,[6] miembro de la Tropa Número Uno Moravian de Bluefields desde 1926, celebró los 100 años de historia de los Scouts en Nicaragua. Fue un destacado educador, director del colegio Bautista de Managua (1966-1978) y fue Presidente de la Asociación de Scouts de Nicaragua. Merecedor de la Medalla "Presidente de la República",[7] máximo reconocimiento que otorga la Presidencia de la República de Nicaragua a las personas que se distinguen por sus cualidades personales, su labor educativa y vocación de servicio en beneficio de generaciones por sus servicios prestados a la patria.
- Enrique Chamorro, quien fue impulsor del Grupo Scout San Jorge como Jefe Político de Granada y fue Jefe Scouts Nacional.
- Julio Martínez, reconocido empresario y pionero de los automóviles en Nicaragua.
- Enrique Bolaños, presidente de la República (2001-2007)
- Daniel Ortega Saavedra, presidente de la República en varios periodos.
- Carlos Emilio López, quien fue procurador especial de la Niñez y la Adolescencia y diputado de la Asamblea Nacional de Nicaragua (Poder Legislativo).
- Edgar Navas Navas, quien fue magistrado de la Corte Suprema de Justicia de Nicaragua (Poder Judicial).

## Dirigentes

### Listado de presidentes
Los presidentes que ha tenido el Movimiento Scout de Nicaragua han sido los siguientes:
- Felipe A. Martínez
- Carlos A. Fornos
- Emilio Lacayo
- Mario Oviedo Reyes
- Marcelino L. Mora
- Orontes Lacayo Fiallos
- Carlos Sánchez M.
- Porfirio Solórzano Marín
- Raúl Fletes Barrios
- Reynaldo Tapia Molina
- Antonio Lacayo Fiallos
- Marvin Caldera Lacayo
- Alejandro Burgos Poessy
- Rodolfo Dorn Colman
- Gustavo Wilson Bateman
- Leopoldo Vargas Álvarez
- Octavio Escobar López
- Medardo Mendoza Yescas
- René Gutiérrez Cortés
- Petronio Somarriba S.
- Juan José Sánchez
- Filiberto García Lacayo
- Sergio Gazol Salcedo
- César Augusto Torres M.
- Miguel Gavaldón
- William Cisneros García
- Gilberto E. Wong Chang
- Jorge Katín

### Listado de jefes
Los jefes del Movimiento Scout Nacional fueron:
- Gilberto A. Blanco
- Fernando Argüello
- Julio Pinell
- Carlos Yrigoyen
- Mario Oviedo Reyes
- Jorge Monterrojas
- Gustavo Wilson Bateman
- Enrique Chamorro
- Alejandro Stadthagen H.
- Luis Argüello Noguera
- Enrique Cedeño Álvarez
- Alfredo Rivas Medrano
- Roberto Falla Suárez
- Frank Brach Tejada
- Mario Robles Martínez
- Sergio Gazol Salcedo
- Marina Almanza Martínez
- Luz Marina Carranza
- Rodolfo Marín Castillo

## Cancelación de Personería Jurídica
El Régimen autoritario nicaragüense del sandinista Daniel Ortega cerró y cancelo la personería jurídica de la Asociación  de Scouts de Nicaragua el día 16 de febrero de 2024. 